# Список астрономок

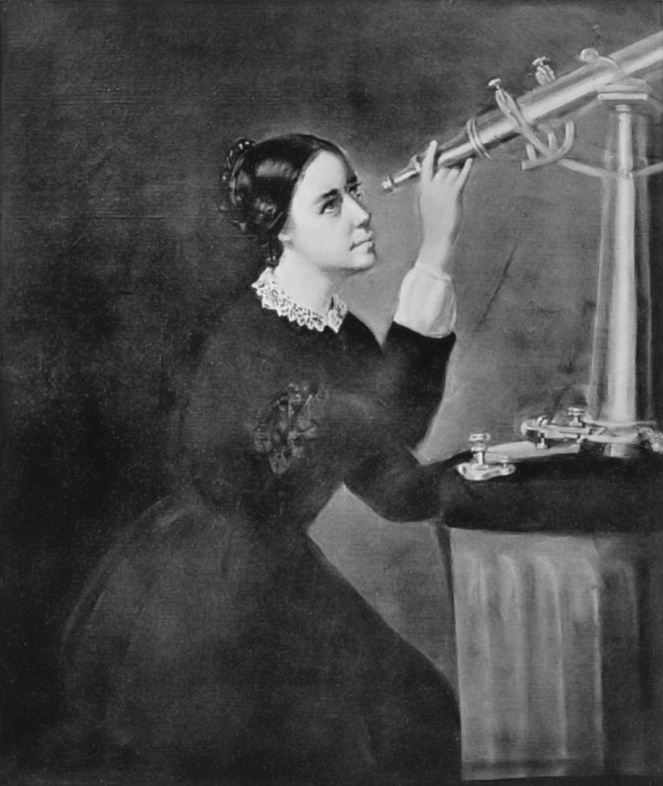
Марія Мітчелл (1818—1889), професорка астрономії у Вассарському коледжі

Це абетковий список дослідниць-астрономок, астрофізикинь, астронавток, а також інших жінок, які зробили вагомий внесок у розвиток астрономії.  
Див. також: Жінки у космосі, Список космонавток, Список авіаторок, Премія імені Енні Джамп Кеннон в галузі астрономії. 
А Б В Г Ґ Д Е Є Ж З І Ї Й К Л М Н О П Р С Т У Ф Х Ц Ч Ш Щ Ю Я

## A
- Мадж Адам[en]
- Меггі Адерін-Покон[en]
- Конні Аертс
- Єва Анерт-Рольфс[en]
- Елізабет Александр
- Лея Аллен[en]
- Аня Сетті Андерсен[en]
- Аннапурні Субраманіам[en]
- Фарзана Аслам

## Б

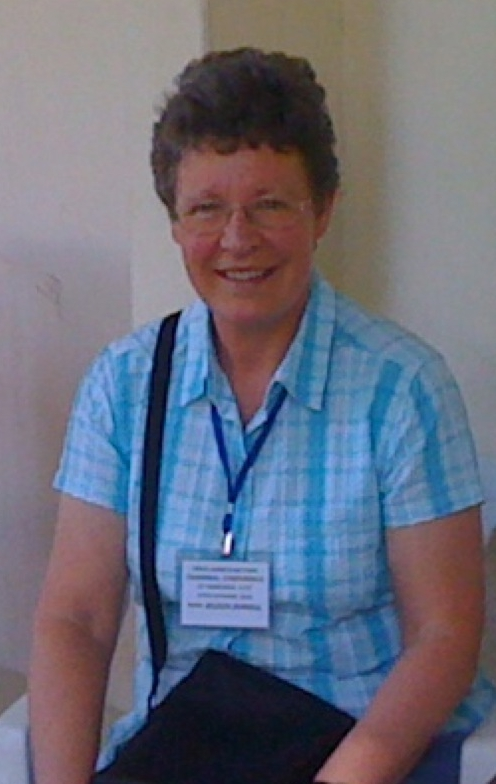
Джоселін Белл Бернелл, британська астрофізикиня

- Нета Бакал (нар. 1942), ізраїльська спеціалістка з темної матерії
- Одетта Бансільгон[en] (1908—1998), французька астрономка
- Емі Барґер[en] (нар. 1971), американська галактична астрономка
- Надін Г. Барлов[en] (1958—2020), американська планетарна науковиця
- Емі Барр[en], американська планетарна геофізикиня
- Марія А. Баруччі, італійська астрономка|  | Ця стаття є сирим перекладом з іншої мови. Можливо, вона створена за допомогою машинного перекладу або перекладачем, який недостатньо володіє обома мовами. Будь ласка, допоможіть поліпшити переклад. |

|  | Цю статтю треба вікіфікувати для відповідності стандартам якості Вікіпедії. Будь ласка, допоможіть додаванням доречних внутрішніх посилань або вдосконаленням розмітки статті. |
- Стефі Баум
- Reta Beebe
- Джоселін Белл Бернелл
- Мері Аделя Благг
- Еріка Бем-Фітензе
- Присцилла Ферфілд Бок
- Табета С. Бояцзян
- Софія Браге
- Маргарет Бербідж
- Марта Бурай
- Мері Е. Берд

## В
- Zdeňka Vávrová
- Дженніфер Вайзман
- Боббі Вайл
- Люціанна Валькович
- Алісія Вайнбергер
- Розмарі Вайс
- Сара Френсіс Вайтінг
- Марета Вест
- Емма Висоцька
- Кім Вівер
- Мері Вотсон Вітні
- Белінда Вілкс
- Бет Вілман
- Лі Енн Вілсон
- Анна Вінлок
- Френсіс Вудворт Райт

## Г
- Маргарет Ліндсей Гаггінс
- Віра Федорівна Газе
- Еріка Гамден
- Гайді Гаммель
- Джулі Вінтер Гансен
- Фіона Гаррісон
- Ліза Гарві-Сміт
- Марджорі Голл Гаррісон
- Маргарет Гарвуд
- Марта П. Гейнс
- Мері Лі Геґер
- Елеанор Френсіс Гелін
- Аманда Гендрікс
- Керолайн Гершель
- Елізабет Гевелій
- Кетрін Гейманс
- Гіпатія
- Дорріт Гоффлейт
- Гелен Соєр Гоґґ
- Енн Горншмейєр
- Джоан Горват
- Ненсі Гоук
- Єва Гребель
- Інгрід ван Гаутен-Грюневельд
- Жаклін Г'юїтт

## Ґ
- Катаріна Ґармані
- Памела Л. Ґей
- Маргарет Ґеллер
- Андреа Ґез
- Андрея Ґомбоц
- Люсі Ґрін
- Дженні Ґрін

## Д
- Розіна Дафтер
- Луїза Фріленд Дженкінс
- Агнес Джиберн
- Керол Джордан
- Лаура Денлі
- Доріс Доу
- Марі-Жанна де Лаланд
- Одрі С. Дельсанті
- Гарріет Дінерштейн
- Ewine van Dishoeck
- Анлауг Аманда Дюпвік
- Меган Донаг'ю
- Віберт Дуглас
- Жанна Дюме

## E
- Сара Еллісон
- Ребекка Елсон

## Ж
- Ванг Жені
- Людмила Журавльова

## З

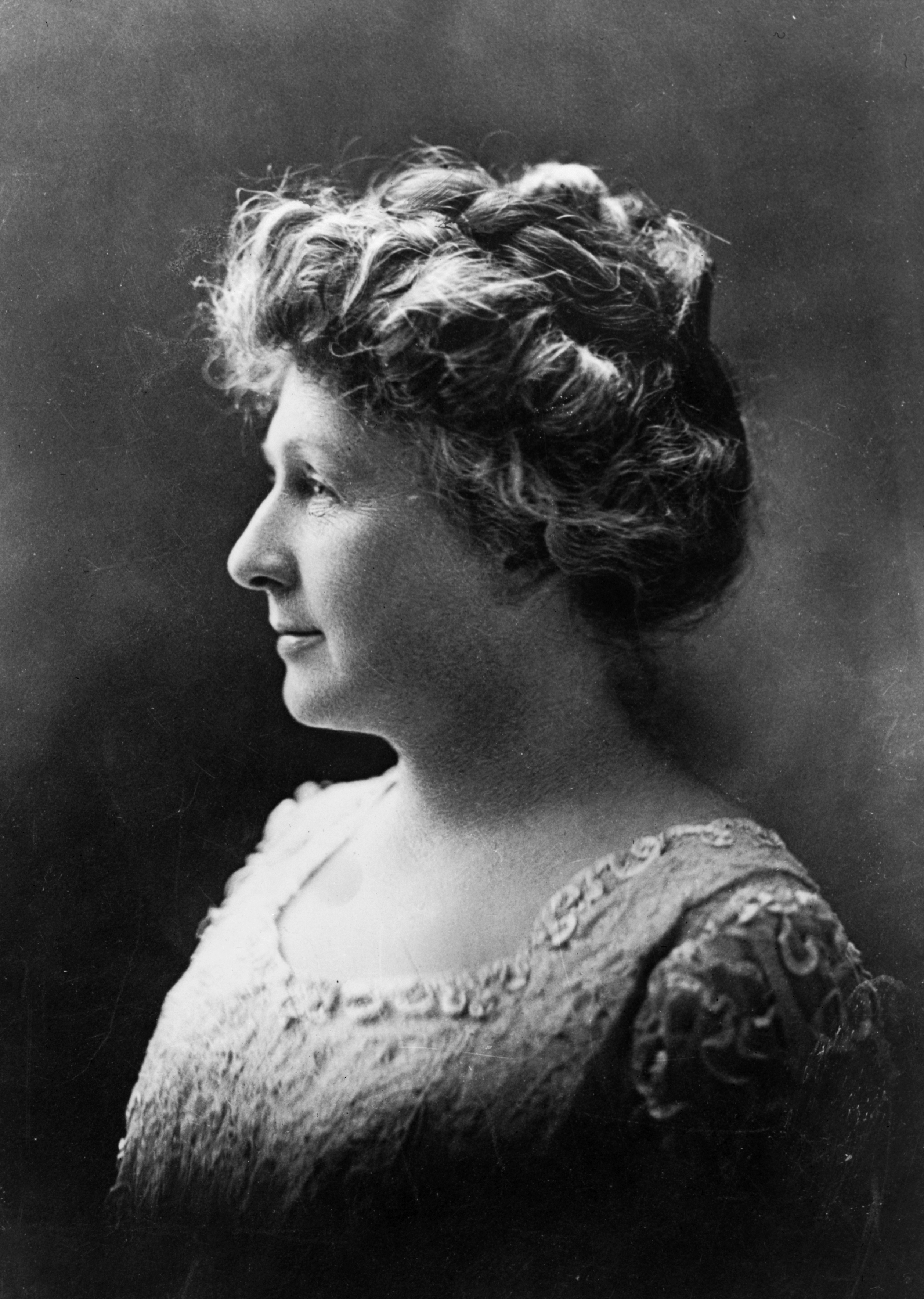
Енні Джамп Кеннон, 1922 р.

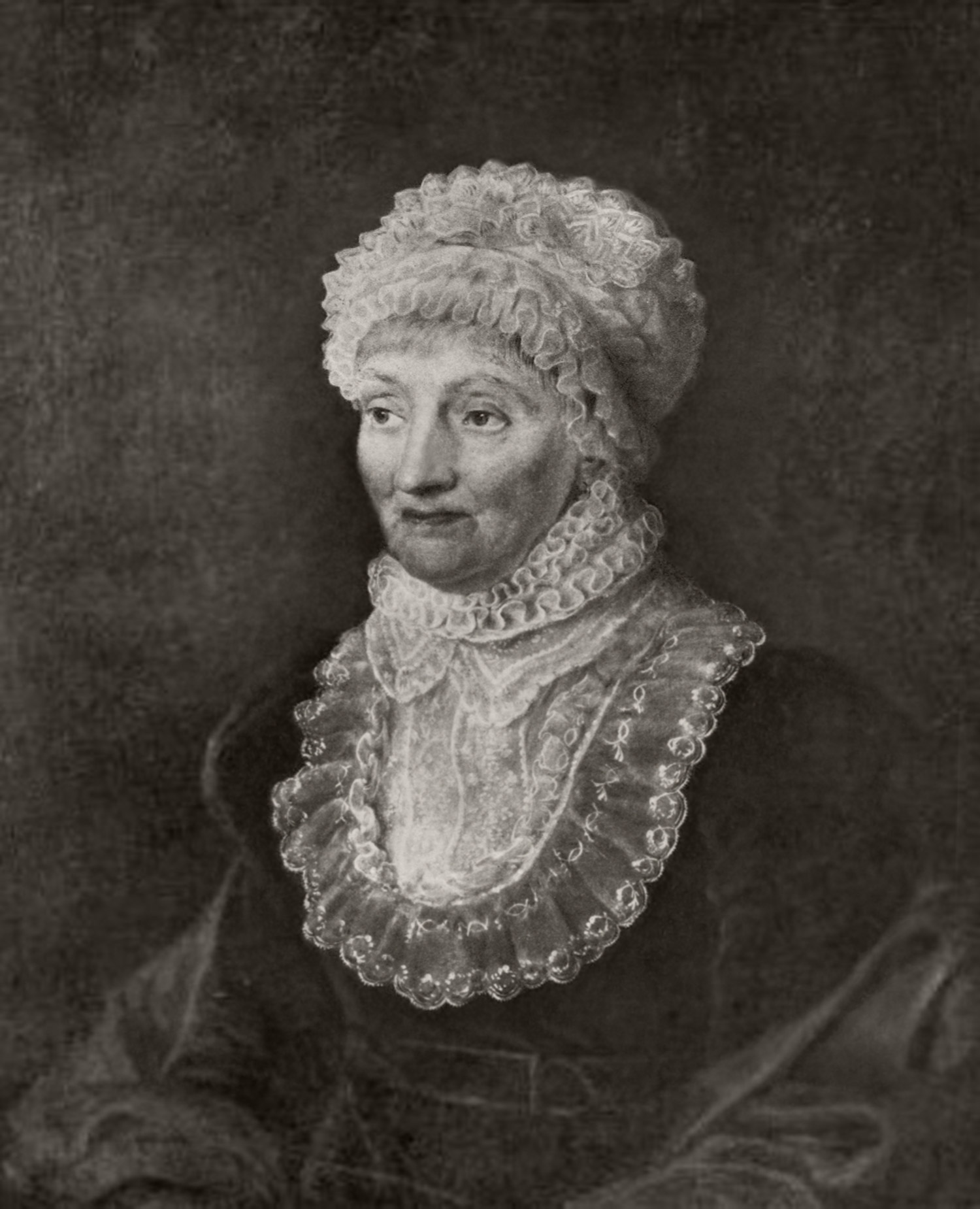
Кароліна Гершель (1750—1848)

- Марія Зубер

## I
- Віолета Г. Іванова

## К
- Вікі Калогора
- Робін М. Кануп
- Ніколь Капітейн
- Людмила Карачкіна
- Марселла Кароллo
- Вікторія Каспі
- Еліза Квінтана
- Енні Джамп Кеннон
- Памела М. Кілмартін
- Марія Маргарет Кірх
- Маргарета Кірх
- Маргарет Г. Ківельсон
- Доротея Клампк
- Агнес Мері Клерк
- Джилліан Р. Кнапп
- Хізер А. Кнутсон
- Джудіт Гамора Коен
- Джанін Конн
- Франс А. Кордова
- Bärbel Koribalski
- Ленка Коткова
- Люсі Д'Ескоф'є Креспо да Сілва
- Каролін Кроуфорд
- Марія Куніц
- Хізер Купер
- Афіна Кустеніс
- Рейки Кушида
- Ліза К'юлі
- Принцеса Шарлотта Саксен-Майнінгенська

## Л

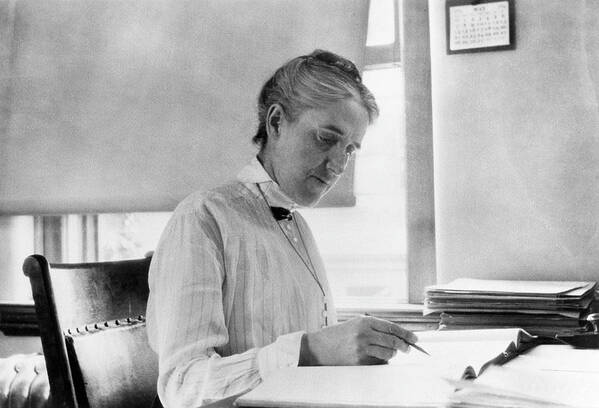
Генрієтта Свон Лівітт (1868—1921)

- Елізабет Лада
- Marguerite Laugier
- Джемма Лавендер
- Ніколь-Рейне Лепот
- Генріетта Свон Лівітт
- Ізабель Мартін Льюїс
- Хелен Лайнз
- Сара Лі Ліппінкотт
- Джейн Луу

## М
- Maeriam al-Ijliya al-Astrulabi
- Емі Майнзер
- Есмеральда Маллада
- Рейчел Мандельбаум
- Карен Мастерс
- Джанет Акюз Маттеї
- Енні Рассел Маундер
- Антонія Морі
- Клер Еллен Макс
- Маргарет Майалл
- Карен Джин Міч
- Марія Мітчелл
- Лінда А. Морабіто
- Джин Мюллер

## Н
- Султана Н. Нахар
- Джоан Наїта
- Яель Назе
- Гейді Джо Ньюберг

## О
- Саллі Оей
- Кетлін Оллереншоу
- C. Мішель Олмстед
- Люсі Отерма
- Мазлан Отман
- Ферял Йозел

## П
- Сесілія Пейн-Гапошкіна
- Рубі Пейн-Скотт
- Луїза дю П'єррі
- Карла М. Пітерс
- Paris Pişmiş
- Олена Питева
- Керолайн Порко
- Гелен Додсон Прінс
- Мері Проктор

## Р
- Кетрін Рівз
- Емілі Райс
- Крістіна Річі
- Джулія Райлі
- Констанс М. Рокозі
- Елізабет Ремер
- Ненсі Роман
- Віра Рубін

## С

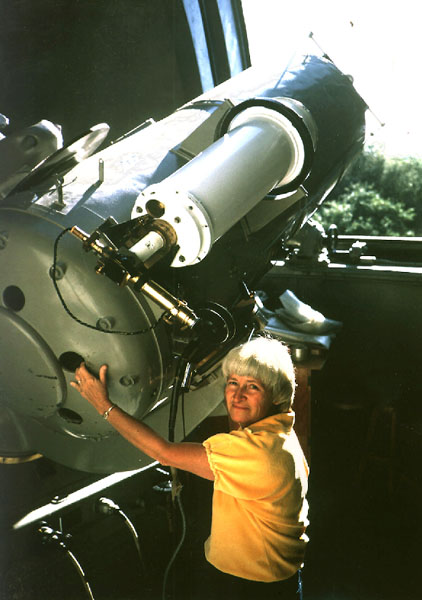
Керолін Шумейкер

- Пенні Сакетт
- Аннеїла Сарджент
- Сара Сіґер
- Waltraut Seitter
- Мюріель Муссельс Сейферт
- Катерина Скарпелліні
- Шарлотта Мур Сіттерлі
- Тамара Смирнова
- Алісія М. Содерберг
- Мері Сомервілль
- Лінда Спілкер
- Сара Стюарт-Мухопадхей
- Карліна Лексоно Супеллі
- Джин Свонк
- Генрієтта Гілл Своуп

## Т
- Джилл Тартер
- Альонуш Теріан
- Мішель Таллер
- Яна Тиха
- Беатріс Тінслі
- Маура Томбеллі
- Крісті А. Тремонті
- Вірджинія Луїза Трімбл
- Маргарет Тернбулл

## У
- Мег Уррі

## Ф
- Сандра Фабер
- Аннет Фергюсон
- Керолайн Фернесс
- Лаура Феррарезе
- Дебра Фішер
- Габріель Ренодо Фламмаріон
- Вільяміна Флемінг
- Анна Фребель
- Венді Фрідман
- Кетрін Фріз

## Х
- Merieme Chadid

## Ц
- Катаріна Цезарська
- Лідія Цераська

## Ч
- Kyongae Chang
- Юн Чен
- Людмила Черних

## Ш
- Пелагея Шайн
- Аомава Шілдз
- Паула Шкоді
- Керолін Шумейкер

## Я
- Енн Сьюелл Янг
- Джудіт Янг